# Mlynářova lípa
Mlynářova lípa byl památný strom v obci Dolní Lukavice severovýchodně od Přeštic. Přibližně čtyřistaletá lípa velkolistá (Tilia platyphyllos) rostla u vodního náhonu před mlýnem čp. 69 u silnice na Krasavce v nadmořské výšce 350 m n. m. V roce 1799 byla místním mlynářem zachráněna před pokácením. Její kmen byl ztrouchnivělý, větve duté a polámané, přesto stále obrážel. Koruna lípy byla široká 10 m, dosahovala do 17 m a obvod kmene měřil 600 cm (měření 1998). Chráněna byla od roku 1976 pro svůj vzrůst.
Zdravotní stav stromu se výrazně zhoršil a stal se provozně nebezpečným. Ochrana stromu byla proto 22. února 2023 zrušena a navrženo pokácení.

## Stromy v okolí
- Tisovec v Dolní Lukavici